# Kanada na Zimowych Igrzyskach Paraolimpijskich 2010
Reprezentacja Kanady na Zimowe Igrzyska Paraolimpijskie 2010 liczyła 46 zawodników (24 w narciarstwie alpejskim, 6 w narciarstwie klasycznym, 2 w biathlonie, 15 w hokeju na lodzie na siedząco i 5 w curlingu).

## Kadra

### Narciarstwo alpejskie

#### Mężczyźni
- Sam Carter Danniels
- Jeff Dickson
- Josh Dueck
- Matt Hallat
- Morgan Perrin
- Kirk Schornstein
- Chris Williamson

#### Kobiety
- Andrea Dziewior
- Arly Fogarty
- Viviane Forest
- Kimberly Joines
- Melanie Schwartz
- Karolina Wisniewska
- Lauren Woolstencroft

### Biegi narciarskie

#### Mężczyźni
- Mark Arendz[2]
- Sebastien Fortier[2]
- Lou Gibson[2]
- Tyler Mosher
- Brian McKeever[2]
- Alexei Novikov[2]

#### Kobiety
- Jody Barber[2]
- Mary Benson
- Colette Bourgonje
- Margarita Gorbounova[2]
- Courtney Knight[2]
- Robbi Weldon[2]

### Biathlon

#### Mężczyźni
- Mark Arendz[2]
- Sebastien Fortier[2]
- Lou Gibson[2]
- Brian McKeever[2]
- Alexei Novikov[2]

#### Kobiety
- Jody Barber[2]
- Margarita Gorbounova[2]
- Courtney Knight[2]
- Robbi Weldon[2]

### Hokej na siedząco
- Turniej mężczyzn: 
  - Jeremy Booker
  - Brad Bowden
  - Billy Bridges
  - Adam Dixon
  - Marc Dorion
  - Raymond Grassi
  - Jean Labonte
  - Herve Lord
  - Shawn Matheson
  - Graeme Murray
  - Todd Nicholson
  - Paul Rosen
  - Benoit St-Amand
  - Greg Westlake
  - Derek Whitson

### Curling na wózkach
- Turniej drużyn mieszanych: 
  - Jim Armstrong - skip
  - Darryl Neighbour - wiceskip
  - Ina Forrest - drugi
  - Sonja Gaudet - pierwsza
  - Bruno Yizek - rezerwowy